# Pointe d'Otemma
La Pointe d'Otemma (3.403 m s.l.m.) è una montagna delle Alpi del Grand Combin nelle Alpi Pennine. Si trova nel Canton Vallese (Svizzera).

## Caratteristiche

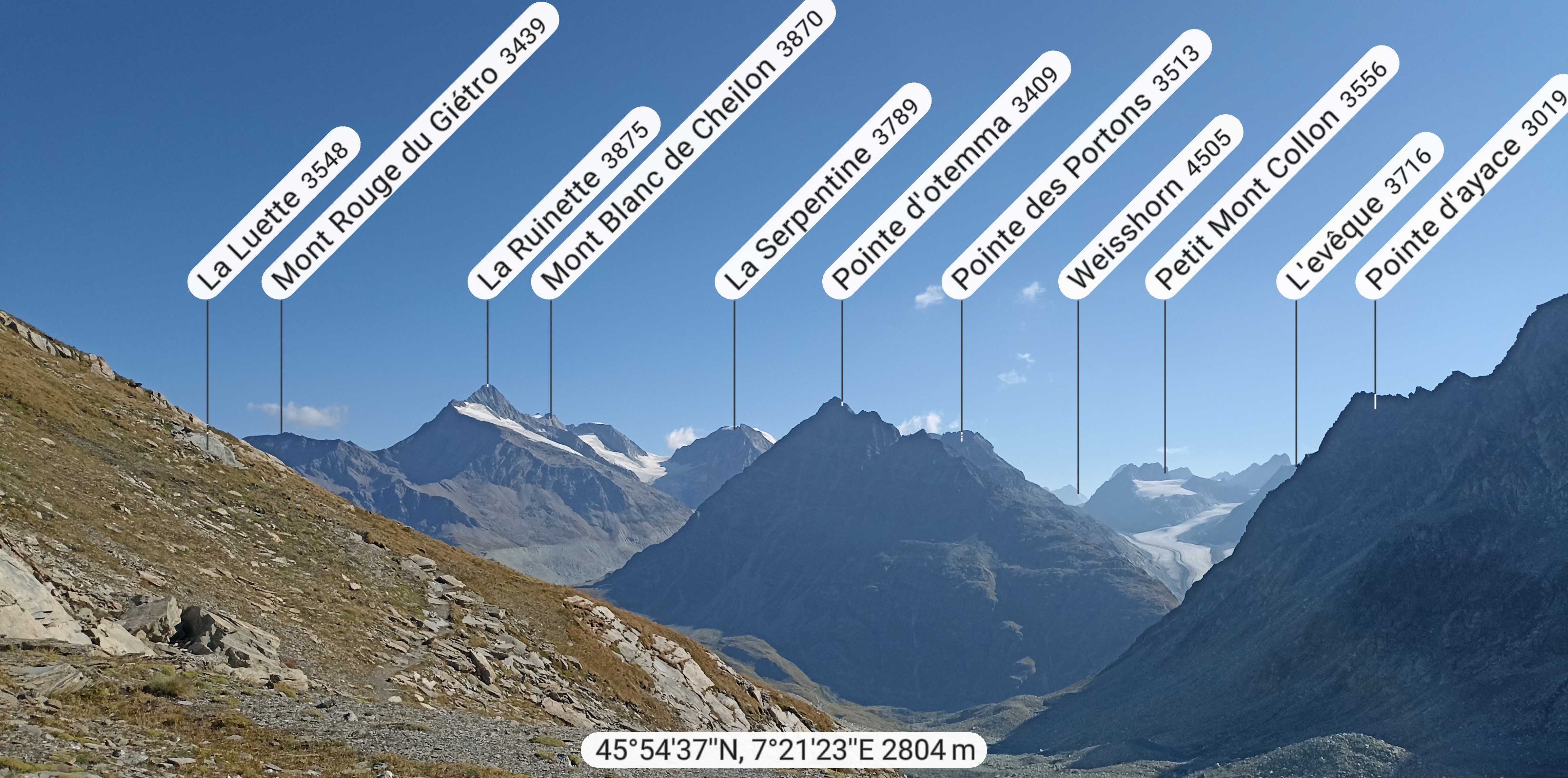
Vista della montagna dalla Fenêtre de Durand e con indicate le vette vicine.

La montagna è collocata al fondo della Val di Bagnes, a sud del Lago di Mauvoisin ed è la prima elevazione importante che si incontra risalendo il Ghiacciaio d'Otemma. Ai piedi della montagna si trova la Cabane de Chanrion.

## Salita alla vetta
Si può salire sulla vetta partendo dalla Cabane de Chanrion seguendo la cresta Ovest